# Felice Pizzuti
Felice Roberto Pizzuti (Roma, 3 agosto 1950) è un economista italiano, professore ordinario di Politica Economica e curatore del "Rapporto sullo stato sociale" in “Sapienza” Università di Roma, autore di circa centocinquanta pubblicazioni scientifiche, collaboratore di  quotidiani, riviste e testate radio, televisive e on-line, incaricato di compiti istituzionali.

## Biografia

### Attività accademica
Nel 1973 si laurea con lode nella Facoltà di Economia e Commercio della Sapienza Università di Roma, discutendo la tesi “Lo scambio ineguale nella teoria del commercio estero” con il prof. Vittorio Marrama. Nello stesso anno entra come borsista nell’allora Istituto di Politica economica diretto dal prof. Federico Caffè, Dal 1976 al 1978 svolge la sua attività di formazione e ricerca presso la Facoltà di Economia dell'Università di Cambridge, Regno Unito, dove approfondisce le teorie keynesiane e i contributi di alcuni tra i protagonisti presenti della Scuola Anglo-Italiana di Cambridge come Pierangelo Garegnani, Nicholas Kaldor, Mario Nuti, Luigi Pasinetti, Joan Robinson e Piero Sraffa.
Successivamente, con alcuni di essi e con altri partecipanti al dibattito di quella Scuola, come Marcello De Cecco, Augusto Graziani e Fernando Vianello, si rincontrerà e collaborerà come collega nella Facoltà di Economia in Sapienza, dove insegnerà Politica Economica, Economia Sanitaria, Economia e Politica del Welfare state e altre materie.
Nel suo percorso accademico ha insegnato anche presso la Scuola di Specializzazione di Igiene e Medicina Preventiva di Sapienza e nella Facoltà di Economia dell’Università di Urbino .
Dal 1995 è tra i primi soci dell’ENRSP (European Network for Research on Supplementary Pensions). Dal 2001 al 2004 è Presidente della Commissione Paritetica di coordinamento del Master in Economia Pubblica organizzato dall'Università Cattolica del Sacro Cuore di Milano e l’Istituto nazionale di previdenza e assistenza per i dipendenti dell'amministrazione pubblica. Dal 2006 al 2020 è Direttore del Master in Economia Pubblica e in Economia Sanitaria in Sapienza. Dal 2016 al 2020 è presidente della Commissione Paritetica Docenti Studenti della Facoltà di Economia dello stesso ateneo e dal 2016 è coordinatore di corsi di formazione per i dipendenti della Pubblica Amministrazione organizzati in collaborazione tra l’INPS e il Dipartimento di Economia e Diritto della Sapienza. 
È membro del comitato organizzatore delle “Lezioni Federico Caffè” operante nel Dipartimento prima di Economia Pubblica, oggi di Economia e Diritto di Sapienza. Le Lezioni, con il sostegno della Banca d’Italia, dal 1990 vengono tenute annualmente nella Facoltà di Economia, Sapienza, da autorevoli economisti stranieri ed italiani - tra cui numerosi Premi Nobel.
Ha organizzato numerosi convegni nazionali ed internazionali sui temi dell’economia italiana, dello stato sociale, della previdenza, della globalizzazione.

### Attività di ricerca
Tra gli iniziali argomenti di ricerca c’è lo studio degli economisti classici, marxisti, keynesiani e neoricardiani, delle critiche all’impostazione neoclassica, del ruolo della  domanda, dell’offerta  e delle spese improduttive nella formazione del reddito, le problematiche dei processi d’accumulazione e delle  crisi , e le connesse indicazioni per la politica economica.
Un secondo filone di ricerca riguarda l’analisi dell’efficienza, dei costi e dei problemi di misurazione della produttività nella Pubblica Amministrazione, con particolare riferimento alla situazione italiana.
Ispirato positivamente dall’opera di Federico Caffè, un campo di ricerca particolarmente sviluppato è stato quello del welfare e dei suoi rapporti con gli equilibri sociali e la crescita economica, analizzati nelle diverse edizioni del Rapporto sullo stato sociale e in numerose altre pubblicazioni in Italia e all’estero.
Un settore del welfare più specificamente approfondito, sia a livello teorico sia per la formulazione di proposte di policy, è quello previdenziale . In questa sfera della sua attività è influenzato significativamente dalla dimensione congiuntamente sociale e matematico-attuariale degli studi di Bruno De Finetti, conosciuto già da studente in corsi estivi da lui organizzati ad Urbino insieme a Federico Caffè. Altre tematiche affrontate sono quelle della globalizzazione , della costruzione europea e dell’economia italiana, delle tendenze alla stagnazione e al calo della produttività nelle economie capitalistiche (Stagnazione secolare e Morbo di Baumol).

### Attività istituzionale
Nella prima metà degli anni ’80, fa parte del "Gruppo analisi dei costi" coordinato dal Prof. Alberto Zuliani nell’ambito della “Ricerca Giannini”, finalizzata alla riforma della Pubblica Amministrazione su decisione della Presidenza del Consiglio.
Nei primi anni ‘90 collabora con la Commissione Spesa Pubblica, con il Ministero del Lavoro e della Previdenza Sociale e con il sindacato CGIL sulle problematiche della riforma del sistema pensionistico italiano. Nel 1993 collabora con il Dipartimento della Funzione Pubblica per l'attuazione delle deleghe governative sulla riforma degli enti pubblici e, in particolare, presiede la commissione nominata dal ministro Sabino Cassese per la revisione dei compiti svolti dagli enti previdenziali nel quadro del più complessivo piano di razionalizzazione disposto dal Parlamento.
Nel 1994 fa parte della Commissione "Castellino" nominata dal Ministero del Lavoro, istituita per studiare i problemi connessi alla formulazione della riforma previdenziale.
Nel 1999 è nominato dal Ministro dell’Università e della Ricerca Scientifica e Tecnologica, Ortensio Zecchino, quale Rappresentante nazionale in qualità di esperto nel Quinto Programma Quadro delle azioni comunitarie di ricerca, di sviluppo tecnologico e di dimostrazione (1998-2002) della Comunità Europea. Dal 1999 al 2001 è Coordinatore degli esperti economici del Ministro del Lavoro Cesare Salvi.
Dal 1999 al 2003 è Consigliere di Amministrazione dell’INPDAP (Istituto Nazionale di Previdenza dei Dipendenti dell’Amministrazione Pubblica). Dal 2003 al febbraio 2007 è membro del NUVACOST (Nucleo di valutazione e controllo strategico) dell’INAIL (Istituto Nazionale per l’Assicurazione contro gli Infortuni sul Lavoro e dal 2007 al 2008 è membro del Consiglio di Amministrazione dell’INPS .
Ha collaborato per attività di ricerca e formazione con altri Enti, oltre l’Università, tra cui: Camera dei Deputati, Consiglio Nazionale delle Ricerche, Ministero dell’Università e della Ricerca Scientifica, Commissione Spesa Pubblica, Scuola Superiore della Pubblica Amministrazione.

### Altre attività
Negli anni 1986-1992, fa parte di un gruppo di lavoro - coordinato dal prof. Mario Tiberi - che, per conto della CGIL, porta a termine la redazione di un testo, "L'economia del capitalismo contemporaneo", utilizzato su scala nazionale per la formazione dei quadri sindacali.
Dagli anni ’90 ha collaborato con le Segreterie nazionali della CGIL e della FIOM-CGIL.
Dal 2001 al 2004 è codirettore della rivista "G.E. Diritto ed Economia dello Stato Sociale", Gangemi Editore.
Negli anni 2001, 2002 e 2003 cura il "Rapporto annuale sullo stato sociale" dell'INPDAP.
È stato membro del Consiglio d’Amministrazione di Sviluppo Lazio (dal 2007 al 2011) e del Fondo pensione Cometa (dal 2005 al 2014), diventandone vicepresidente (dal 2011 al 2014).
Dal 2015 è membro del Consiglio di Amministrazione del fondo pensione FONDAPI.

## Principali pubblicazioni
- F.R. Pizzuti, "La sicurezza sociale tra previdenza, assistenza e politica economica. L'evoluzione del sistema italiano dal dopoguerra ad oggi e le prospettive di riforma attuali", Liguori Editore, Napoli, 1990, ISBN 978-8-820-72036-0.
- F.R. Pizzuti e G.M. Rey (a cura di), "Il sistema pensionistico. Un riesame", Il Mulino, Bologna, 1990, ISBN 978-8-815-02741-2.
- F.R. Pizzuti (a cura di), "L'economia italiana dagli anni '70 agli anni '90", Mc Graw-Hill, Milano, 1994, ISBN 978-8-838-60664-9.
- M. De Cecco e F.R. Pizzuti (a cura di), "La politica previdenziale in Europa", il Mulino, Bologna, 1994, ISBN 978-8-815-04659-8.
- F.R. Pizzuti, "Economia e politica della previdenza sociale", in O. Castellino (a cura di), "Le pensioni difficili", il Mulino, Collana della Società Italiana degli economisti, 1995.
- M. Franzini e F.R. Pizzuti (a cura di), "Globalization, Institutions and Social Cohesion", Springer Verlag, Berlino, 2000, ISBN 978-3-540-67741-3.
- F.R. Pizzuti e M. Raitano, "The Development of Private Pension Pillars in Italy: an Assessment of Recent Reforms", in J. Stewart, G. Hughes (edited by), "Personal Provision of Retirement Income", Edward Elgar, Cheltenham, UK, 2009.
- F.R. Pizzuti, "Rapporto sullo stato sociale 2010. La «Grande crisi del 2008» e il Welfare State", Academia Universa Press, 2010, ISBN 978-8-864-44010-1.
- F.R. Pizzuti, "Rapporto sullo stato sociale 2011. Questione giovanile, crisi e welfare state", Edizioni Simone, Napoli, 2011, ISBN 978-8-824-45864-1.
- M. Franzini, L.M. Milone e F.R. Pizzuti, "Politica economica. Temi scelti", Egea Tools, 2014, ISBN 978-8-875-34122-0.
- F.R. Pizzuti, "La grande recessione e il welfare state", in "Economia e Lavoro", Anno XLIX, n. 2, maggio-agosto 2015.
- F.R. Pizzuti, "Rapporto sullo stato sociale 2017. Stagnazione secolare, produttività, contrattazione salariale e benessere sociale", Sapienza Università Editrice, Roma, 2017, ISBN 978-8-893-77011-8.
- F.R. Pizzuti, "Marcello de Cecco e l’Euro", in "Economia e Lavoro", Anno LI, n. 1, gennaio-aprile 2017.
- F.R. Pizzuti, "Rapporto sullo stato sociale 2019. Welfare pubblico e welfare occupazionale", Sapienza Università Editrice, Roma, 2019, ISBN 978-8-893-77106-1.